# Mozilla Jetpack
Mozilla Jetpack是一個實驗性的Firefox附加元件平台，可以使用HTML、CSS和JavaScript簡單語法來開發新功能，並且安裝附加元件后不用重新啟動瀏覽器即可使用，也消除了Firefox舊有架構常与附加元件版本出现的相容性問題。
這個新的擴充套件架構期望可以讓開發者易於使用和管理，不過原型階段依然需要一些程式技巧來使用，而Mozilla透過釋出SDK來降低困難度。目前已整合於Firefox 4後版本。

## 外部連結
- Jetpack - MozillaWiki（页面存档备份，存于）（英文）
- Mozilla Jetpack 入門手冊[永久]（英文）
- 使用Jetpack架構的附加组件一覽
- 附加组件 Builder 与 SDK，Jetpack在线开发工具及资料